# Osmia quadricornuta
Osmia quadricornuta är en biart som beskrevs av Wu 2004. Osmia quadricornuta ingår i släktet murarbin, och familjen buksamlarbin. Inga underarter finns listade i Catalogue of Life.